# HMS Hyacinth (K84)
Pour les articles homonymes, voir K84.
Le HMS Hyacinth (K84) était une corvette de classe flower de la Royal Navy. Elle a servi pendant la Seconde Guerre mondiale et a remporté trois victoires contre des sous-marins ennemis au cours d'une carrière très réussie. Seul le HMS Sunflower (K41) (en) a réussi à répéter un tel succès parmi ses navires frères. Elle a ensuite servi dans la Royal Hellenic Navy en tant que RHNS Apostolis ( grec : ΒΠ Αποστόλης ), a été renvoyée à la Royal Navy en 1952 et abandonnée la même année.

## Historique
Pendant la Seconde guerre mondiale, le navire a servi dans la Méditerranée orientale où elle a protégé le littoral palestinien et escorté de nombreux convois le long de celle-ci. Elle a également participé aux convois de Malte. Elle faisait partie du 10e groupe de corvettes de la flotte méditerranéenne basée à Alexandrie avec ses navires jumeaux HMS Peony et HMS Salvia.
Étant donné que le navire a passé la plupart de son temps en Méditerranée, sans accès aux chantiers navals britanniques, elle n'a pas été modernisée comme beaucoup de sa classe, et a donc conservé son petit gaillard d'avant. Une autre de ses caractéristiques distinctives était un canon naval de 3 pouces au lieu des habituels 4 pouces.

### Succès anti-sous-marin
Le 28 septembre 1941, Hyacinth a attaqué et a coulé le sous-marin italien Fisalia au nord-ouest du port de Jaffa.
Le 9 juillet 1942, alors qu'il escortait un convoi de Jaffa à Beyrouth, il a attaqué, endommagé et capturé le sous-marin italien Perla. Le sous-marin a été remorqué au port, réparé et mis en service avec la marine hellénique sous le nom de Matrosos (grec : Ματρώζος) en 1943.
Le 12 septembre 1943, après la capitulation de l'Italie, Hyacinth et le dragueur de mines australien Wollongong coulèrent le sous-marin allemand U-617, après que le sous-marin eut été endommagé lors d'une attaque par des avions Vickers Wellington et Fairey Swordfish.

### Marine royale hellénique
En 1943, le HMS Hyacinth a été transféré à la Royal Hellenic Navy, et a été renommé Apostolis (Αποστόλης), de Nikolis Apostolis (en), un amiral de la guerre d'indépendance grecque (1821-29) , et a servi le reste de la Seconde guerre mondiale sous le drapeau grec.